# (75829) Alyea
(75829) Alyea est un astéroïde de la ceinture principale.

## Description
(75829) Alyea est un astéroïde de la ceinture principale. Il fut découvert le 30 janvier 2000 aux Monts Santa Catalina par le projet CSS. Il présente une orbite caractérisée par un demi-grand axe de 2,54 UA, une excentricité de 0,25 et une inclinaison de 2,6° par rapport à l'écliptique.

## Compléments